# An Bord der Yacht „Namouna“, Venedig
An Bord der Yacht „Namouna“, Venedig ist ein Gemälde von Julius LeBlanc Stewart aus dem späten 19. Jahrhundert. Es gehört zum Bestand des Wadsworth Atheneum, Hartford (Connecticut), The Ella Gallup Summer and Mary Catlin Summer Collection Fund, und trägt die Inventarnummer 1965.32. Im Jahr 2008 war es im Rahmen der Ausstellung High Society. Amerikanische Porträt des Gilded Age des Bucerius Kunst Forums zu sehen.

## Geschichte
Die dreimastige, hochseetaugliche Dampfyacht Namouna war die größte private Yacht ihrer Zeit. Sie gehörte James Gordon Bennett junior, dem Herausgeber des New York Herald. Bennett hatte diese Zeitung 1867 von seinem Vater übernommen. Neben seiner Tätigkeit im Zeitungsgeschäft – 1887 gründete er den Paris Herald – war er auch auf anderen Gebieten als Unternehmer tätig. 1883 etwa gründete er die Commercial Cable Company. Dass er seinen Wohnsitz nach Europa verlegte, wo Stewart wohl seine Yacht kennen lernte, hatte mit einem Skandal zu tun, der sich 1877 ereignet hatte: Zur Strafe für einen Verstoß gegen die guten Sitten hatte ihn Frederick May, der Bruder seiner Verlobten, öffentlich auf der Fifth Avenue ausgepeitscht. Es folgte ein Duell, die Verlobung wurde aufgelöst und Bennett zog nach Paris.
Die Namouna besaß eine Inneneinrichtung, die von McKim, Mead, and White stammte, sowie Dekors von Louis Comfort Tiffany und war mit Besonderheiten wie etwa der Unterkunft für eine Kuh ausgestattet, deren Milch an Bord serviert wurde. Die – laut einander widersprechenden Quellen – 227 oder 234 Fuß lange Yacht, 1882 für Bennett nach Entwürfen von St. Clair Byrne auf der Werft von Ward, Stanton & Co. in Newburgh gebaut, war für eine Besatzung von 50 Mann ausgelegt. Ihr Betrieb kostete jährlich etwa 150.000 Dollar. Sie wurde im Jahr 1900 verkauft und durch ein größeres Schiff ersetzt, das den Namen Lysistrata erhielt. Sie erhielt von ihrem neuen Besitzer, der kolumbianischen Marine, den Namen General Pinzon. Eine Zeitungsnotiz aus dem Jahr 1890, in dem Stewarts Bild entstand, berichtet von einem Unglück der Namouna in der Chinesischen See, bei dem drei Besatzungsmitglieder über Bord gespült wurden und das Schiff schwere Schäden erlitt.
Stewart lernte das Schiff vermutlich kennen, als er im Jahr 1890 zusammen mit dem Kunstkritiker John C. Van Dyke zu einem Bordfest eingeladen war. Die Namouna lag damals in der Nähe von San Marco in Venedig vor Anker und Stewart erhielt die Erlaubnis, sich während seiner Arbeiten zu dem Bild beliebig oft darauf umzusehen.

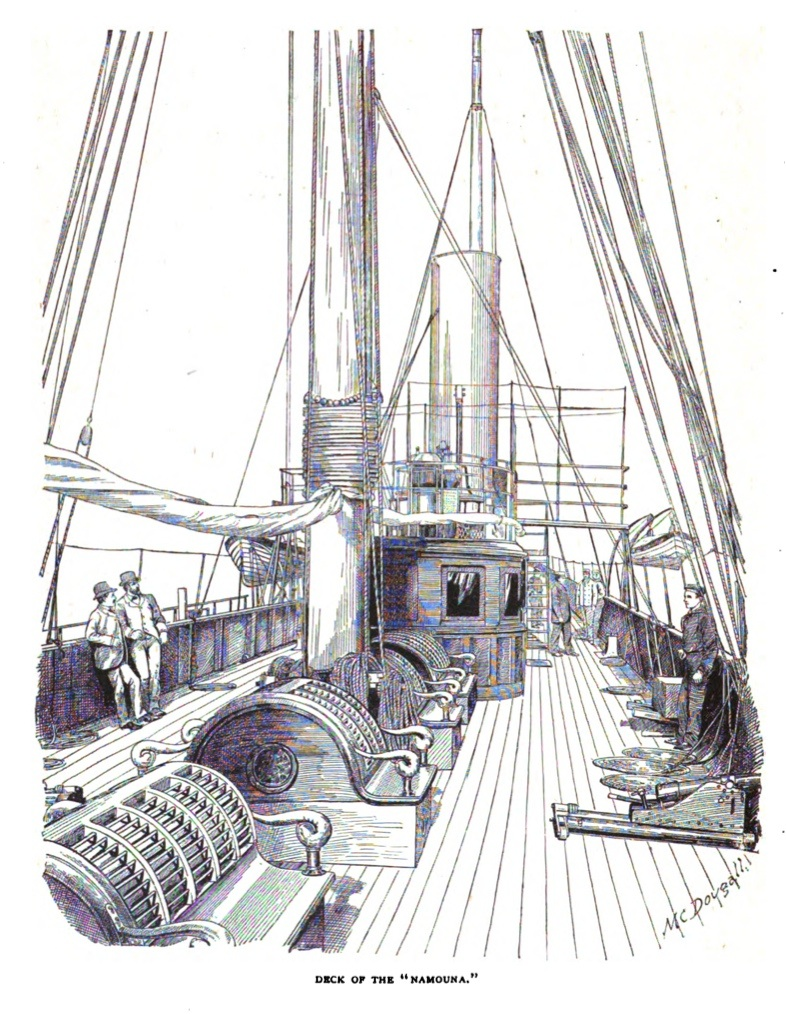
Diese Zeichnung, 1887 veröffentlicht, zeigt den Blick aufs Deck aus der umgekehrten Perspektive zu Stewarts Gemälde.
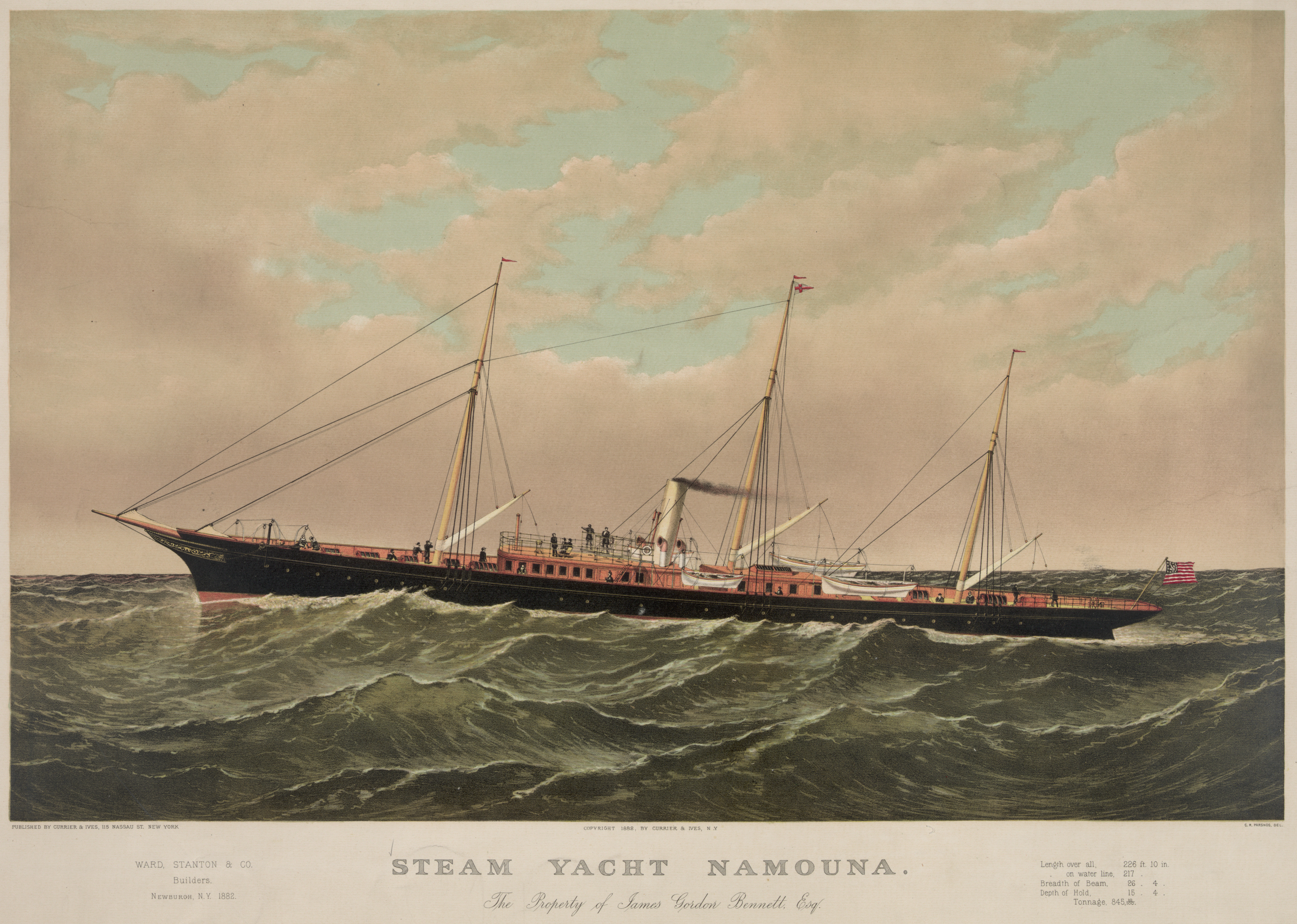
Gesamtansicht der 1882 gebauten Yacht
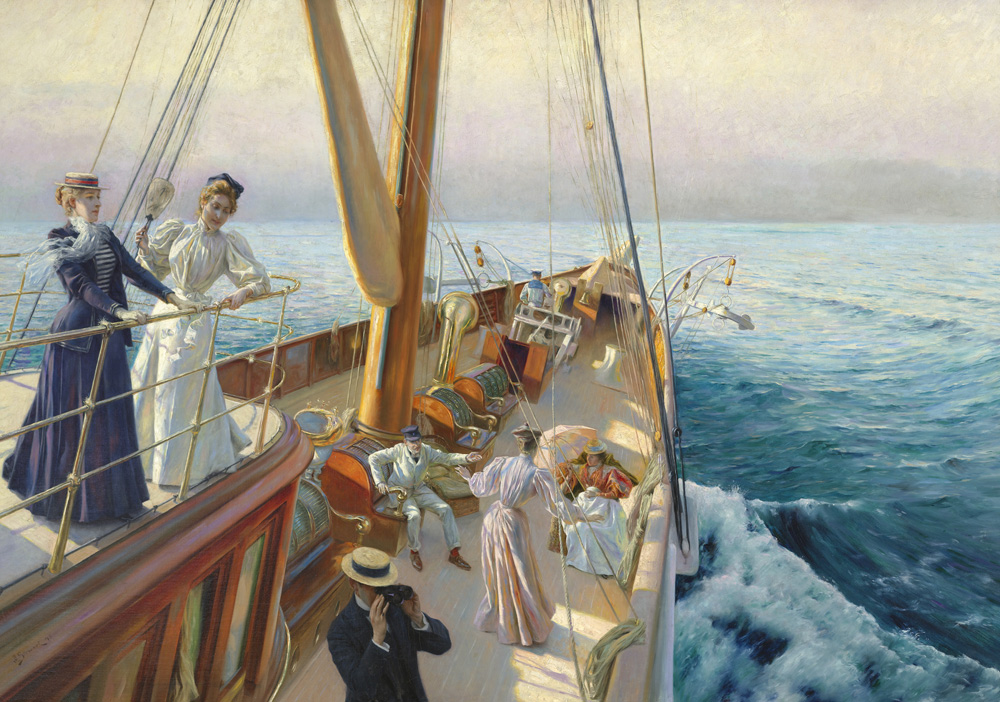
Offensichtlich diente die Namouna auch als Urbild des Schiffes auf Stewarts Gemälde Yachting the Mediterranean von 1896.

## Beschreibung
Stewarts querformatiges Gemälde ist vorwiegend in hellen Beige- und Brauntönen gehalten, die Hauptlinie steigt leicht von links nach rechts an. Zwei Personengruppen sind kompositorisch miteinander verbunden. Das Bild zeigt einen Blick auf das Deck des Schiffes, das von Sonnensegeln beschattet ist. Im Hintergrund sind ein Streifen Meer und ein heller blauer Himmel zu sehen; ob sich über der Horizontlinie angedeutete blassgraue Architekturelemente erheben oder eher leichter Dunst über dem Wasser liegt, ist nicht sicher zu sagen. Am linken Rand des Bildes ist ein hölzerner Decksaufbau mit versenkbaren Fenstern und einem metallenen Handlauf zu sehen, an dem sich eine junge Frau festhält, die mit leicht vorgebeugtem Oberkörper vom Betrachter des Bildes weg zu einem jungen Mann blickt, der in heller Sommerkleidung auf einer Bank sitzt. Diese steht in Längsrichtung des Schiffes. Die junge Frau, zu deren Füßen einige Gepäckstücke aufgestapelt sind, trägt einen hellen, bodenlangen Rock mit drei Borten über dem Saum, eine rosa und weiß gestreifte Bluse mit Rüschenschmuck, deren Ärmel hochgekrempelt sind, und keine Kopfbedeckung auf ihrem braunen Haar. Der schnurrbärtige junge Mann hingegen, der sich ihr zuwendet und mit ihr im Dialog zu sein scheint, trägt einen Hut. Er stützt sich mit dem linken Arm ab, als sei er im Begriff, von seiner Sitzgelegenheit aufzustehen. In gleicher Linie mit seiner Bank, die offenbar aufklappbar und fest auf dem Schiff eingebaut ist, sind weitere derartige Bänke zu erkennen, außerdem ein Mastfuß. In deutlicher Entfernung steht, im Bug des Schiffes und von der an Bord versammelten Gesellschaft abgewandt, ein Mann in Matrosenkleidung. Auf der rechten Seite des Bildes, also an der Steuerbordseite der Namouna, haben sich auf improvisierten Sitzgelegenheiten drei weitere Personen niedergelassen. Zurückgelehnt und sich räkelnd sitzt eine zweite Frau in einem hochlehnigen Stuhl mit Seitenlehnen. Sie trägt eine rote Bluse und einen hellen Rock, das Gesicht unter dem blonden Haar ist lachend einem Paar zugewandt, das rechts im Vordergrund des Bildes zu sehen ist, ihr Blick scheint aber eher auf die junge Frau links im Vordergrund gerichtet zu sein. Sie bildet damit das verbindende Element zur zweiten Personengruppe: In einem Korbsessel, halb liegend und in ein großes türkisfarbenes Kissen gelehnt, wendet sich eine weitere dunkelblonde Frau einem Herrn zu, der ihr offenbar etwas vorliest. Ein großer, braunweiß gefleckter Hund hat seine Schnauze in ihren Schoß gebettet. Bekleidet ist sie mit einem dunklen maritimen Kostüm und einer quergestreiften Bluse. Der Vorleser seinerseits sitzt aufrecht und mit dem Rücken zum Betrachter auf einem Hocker oder Stuhl aus Korbgeflecht. Er hält mit beiden Händen das Buch, aus dem er vorliest. Von seinem Gesicht ist nur etwa ein Viertelsprofil zu erkennen. Er trägt einen Schnurrbart und kurz geschnittenes, angegrautes Haar unter seinem Strohhut, ein dunkles Jackett und helle Hosen.
Über die Identität der dargestellten Personen wurde viel debattiert. Das Paar auf der rechten Seite wurde lange Zeit als Darstellung der Schauspielerin Lillie Langtry und des Industriellen Freddie Gebhard, mit dem sie liiert war, gedeutet, doch Van Dyke beanspruchte die Figur des sitzenden Vorlesers als Darstellung seiner eigenen Person. Die Frauen seien nach venezianischen Modellen gemalt worden, so Van Dyke. Der junge Mann auf der linken Seite könnte der Besitzer der Yacht selbst sein, was nicht nur angesichts der persönlichen Beziehungen zum Maler naheliegt, sondern auch durch den Vergleich mit Fotografien Bennetts aus der Zeit um 1890 gestützt wird.

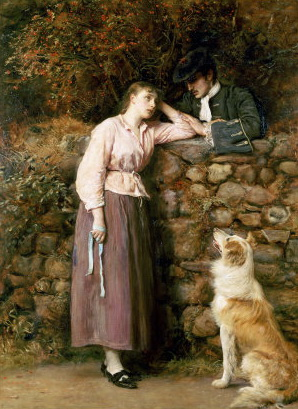
Lillie Langtry samt Hund auf einem Gemälde von Millais aus dem Jahr 1877
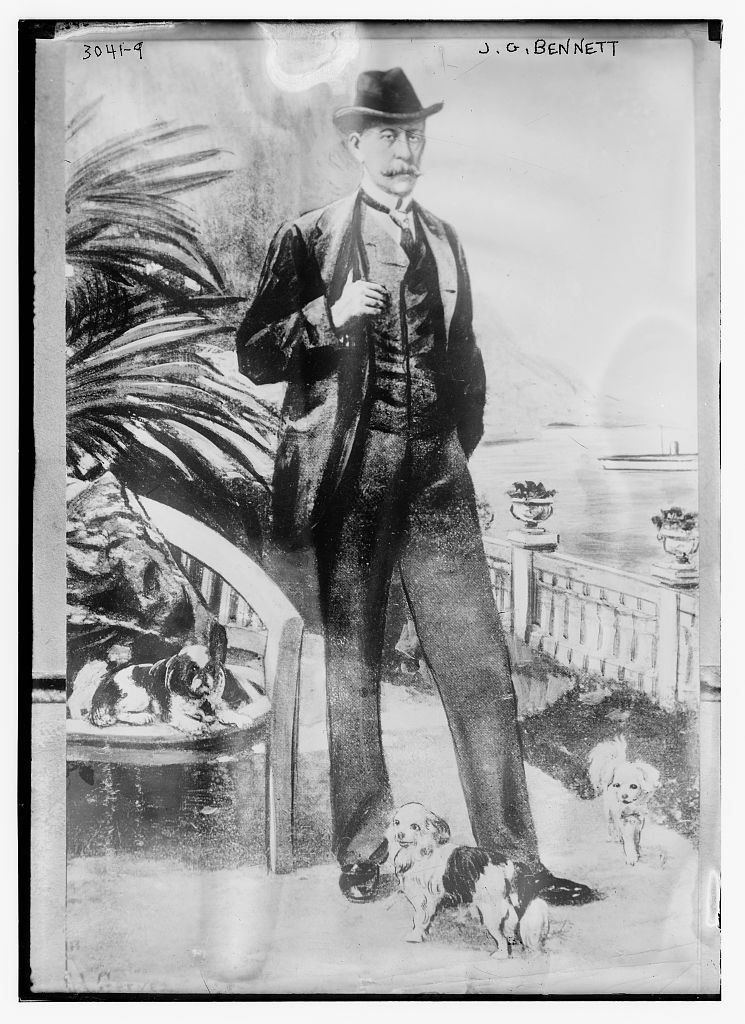
James Gordon Bennett um 1910/1915

Stewarts Bild steht in der Tradition des französischen Impressionismus. Helene Barbara Weinberg und Carrie Rebora Barratt setzen es in Beziehung zu Bildern wie On the Open Sea und The Transatlantic Steamship „Péreie“ und konstatieren, dass derartige Kompositionen „exploit oblique views and dispersed narrative focus“.

## Stellung im Gesamtwerk
Stewart stellte das Bild erstmals auf der Weltausstellung 1893 in Chicago aus. Es erregte dort großes Aufsehen. Thematisch gehört es in einen Komplex von Darstellungen des angenehmen Lebens der reichen Oberschicht, den Stewart in Form großformatiger Konversationsstücke konzipiert hatte. Schon 1889 hatte er solche Bilder auf der Pariser Weltausstellung gezeigt, darunter Die Seine bei Bougival aus dem Jahr 1885. Auch auf diesem Bild ist Stewarts Freund Bennett zu sehen. Stewart plante angeblich eine Serie von vier Werken dieser Art, die die vier Jahreszeiten symbolisieren sollten. An Bord der Yacht „Namouna“, Venedig soll laut Ulrich Hiesinger eines dieser Bilder sein und den Sommer vertreten.

## Einzelbelege
1. ↑  So schreibt jedenfalls Dayer Gallati, während Knecht erklärt, die Kuh bzw. zwei Kühe seien erst auf dem Nachfolgeschiff mitgeführt worden. Vgl. G. Bruce Knecht: Grand Ambition: An Extraordinary Yacht, the People Who Built It, and the Millionaire Who Can't Really Afford It. Simon and Schuster, 2015, ISBN 978-1-4165-7601-3, S. 241 (google.de).
2. 1 2  Robert Dick: Auto Racing Comes of Age: A Transatlantic View of the Cars, Drivers and Speedways, 1900-1925. McFarland, 2013, ISBN 978-0-7864-6670-2, S. 6 (google.de).
3. ↑  G. Bruce Knecht: Grand Ambition: An Extraordinary Yacht, the People Who Built It, and the Millionaire Who Can't Really Afford It. Simon and Schuster, 2015, ISBN 978-1-4165-7601-3, S. 241– (google.de).
4. ↑  Accident to the Namouna, in: The New York Times, 23. April 1890 (Digitalisat)
5. ↑  Diese Theorie wurde auch im 21. Jahrhundert noch vertreten, vgl. etwa Joseph M. Di Cola, David Stone: Chicago's 1893 World's Fair. Arcadia Publishing, 2012, ISBN 978-0-7385-9441-5, S. 104 (google.de)..
6. ↑  Vgl. hierzu die Fußnote in: John C. Van Dyke: The Desert: Further Studies in Natural Appearances. JHU Press, 1999, ISBN 978-0-8018-6224-3, S. 34 (google.de).
7. ↑  Helene Barbara Weinberg, Carrie Rebora Barratt: American Stories: Paintings of Everyday Life, 1765-1915. Metropolitan Museum of Art, 2009, ISBN 978-1-58839-336-4, S. 118– (google.de).
8. ↑  Ulrich Hiesinger: Julius LeBlanc Stewart. American Painter of the Belle Époque. New York 1998, S. 48, zitiert in: Barbara Dayer Gallati: High Society. Amerikanische Porträts des Gilded Age. München 2008, ISBN 978-3-7774-4185-6, S. 164.